# Actinostemma
Actinostemma, maleni bijni rod iz porodice tikvovki raširen od Indije do Japana. Postoje svega tri priznate vrste.
Rod je smješten u vlastiti tribus Actinostemmateae.

## Vrste
1. Actinostemma lobatum (Maxim.) Maxim. ex Franch. & Sav.
2. Actinostemma parvifolium Cogn.
3. Actinostemma tenerum Griff.